# A Savage Crazy World
Albums de Scorpions
Acoustica
(2001) One Night in Vienna
(2004)
A Savage Crazy World est une vidéo du groupe de hard rock Scorpions sortie le 27 août 2002.
Ce DVD se compose de deux parties : la première partie contient des morceaux joués à Berlin en 1991 pendant le Crazy world Tour et précédemment sortis dans la vidéo Crazy World Tour Live...Berlin 1991, la deuxième partie contient des clips de 1988 à 1993.

## Liste des pistes
Live : 
1. Bad Boys Running Wild
2. Hit Between the Eyes
3. I Can't Explain
4. The Zoo
5. Rhythm of Love
6. Crazy World
7. Can't Live Without You
8. Blackout, Dynamite
9. Lust or Love
10. Big City Nights
11. Rock You Like a Hurricane

Clips : 
1. Rhythm of Love (uncensored version)
2. Believe in Love (Russian version)
3. Walking on the Edge (Russian version)
4. Rock You Like a Hurricane (Russian version + original version)
5. Still Loving You
6. Passion Rules the Game (uncensored version)
7. Tease me Please me
8. Don't Believe Her
9. Send Me an Angel
10. Wind of Change

Bonus :
- Alien Nation
- Holiday
- No One Like You
- I'm Leaving You

Bonus cachés :
- Big City Nights (version live de World Wide Live)
- No One Like You (version live de World Wide Live)

## Formation
- Klaus Meine : chant
- Rudolf Schenker : guitare
- Matthias Jabs : guitare
- Francis Buchholz : guitare basse
- Herman Rarebell : batterie